# Месаблішвілі Нугзар Ревазович
Нугза́р Рева́зович Месаблішві́лі — заслужений працівник фізичної культури і спорту України (2009), тренер.

## Життєпис
Народився 1964 року у місті Ахмета (Грузія). Від восьмого класу займався дзюдо, на час закінчення навчання був чемпіоном міста. Мав мрію стати чемпіоном Європи і світу. Станом на 1984 рік був багаторазовим чемпіоном з дзюдо, самбо, національної боротьби Грузії «Чідаоба», бронзовим призером СРСР із самбо (змагання в місті Клайпеда, Латвійська РСР). Строкову службу в РА проходив на території України (1984—1986 роки); постійно тренувався. Був скерований армійським керівництвом готуватися до змагань. Через півроку тренувань став чемпіоном УРСР, переможцем кількох турнірів, 1985 року — чемпіон спартакіади УРСР, чемпіон міжнародного турніру група «А» «Дружніх армій» СРСР у вазі 71 кг.
Після строкової служби здобув вищу освіту в Національна академія внутрішніх справ|Національній академії внутрішніх справ України. Працював в органах внутрішніх справ Київської області — інспекція у справах неповнолітніх.
Виступав за збірну України з дзюдо упродовж 1985—1995 років. 1993 року, коли Україна вперше взяла участь як самостійна країна у чемпіонаті Європи, як капітан команди вдостоєний права нести жовто-блакитний стяг на відкритті чемпіонату.
Спортивні досягнення:
- триразовий чемпіон світу з дзюдо серед майстрів,
- чемпіон Європи з дзюдо,
- чемпіон СРСР з дзюдо серед молоді до 22 років,
- чемпіон світу з самбо серед клубів,
- чемпіон СРСР з самбо та дзюдо МВС СРСР,
- багаторазовий чемпіон України з дзюдо й самбо,
- володар Кубка України з дзюдо і самбо,
- чемпіон Першого національного чемпіонату України з дзюдо,
- чемпіон Першого чемпіонату України з боротьби «Кураш»,
- срібний призер Чемпіонату Європи (Греція, 2004),
- бронзовий Чемпіонату світу (Узбекистан, 2005) з боротьби «Кураш».

Тренер вищої категорії, володар V-го дану, підготував до 20 майстрів спорту, багатьох чемпіонів України з дзюдо, учасників чемпіонатів Європи та світу з дзюдо, чемпіонів й призерів кубків Європи і світу.
Серед вихованців:
- чемпіонка світу з боротьби «Кураш» Галина Коваль
- срібна призерка чемпіонату світу з самбо Марія Скора
- майстер спорту Артем Лесюк
- учасники збірної команди України з дзюдо Д. Бережний, Д. Сагалова, А. Лесюк, Р. Месаблішвілі, О. Качалов, М. Сагалов.

Син Резо — майстер спорту з дзюдо, 4-разовий чемпіон України з дзюдо та самбо, боротьби «Кураш», учасник чемпіонатів світу і Європи з дзюдо; Темур — майстер спорту з дзюдо, чемпіон й призер міжнародних турнірів; донька Марія — багаторазова чемпіонка Києва та України з дзюдо серед дівчат, кандидат у майстри спорту.